# Meierei Füllenberg

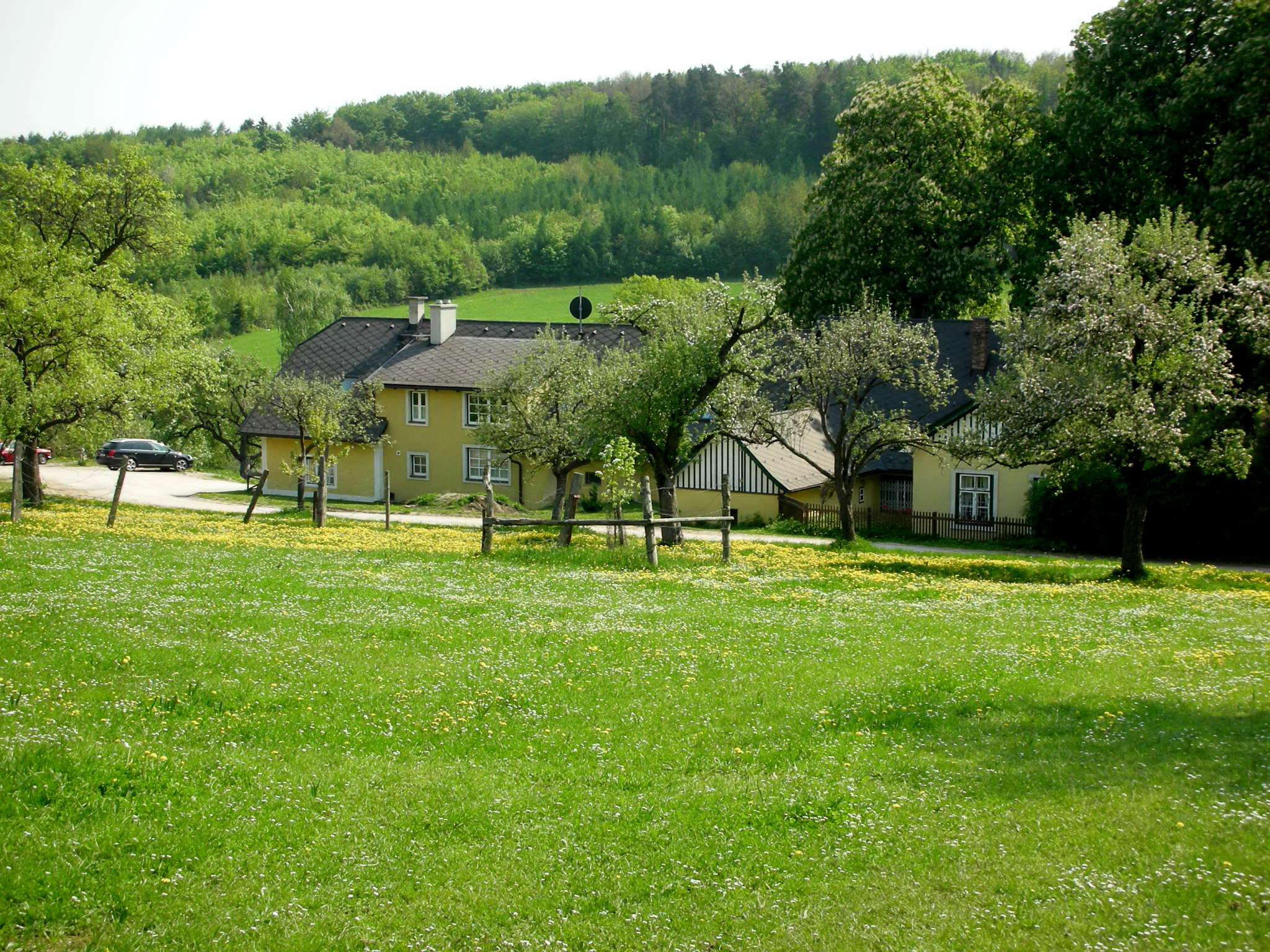
Meierei Füllenberg

Die Meierei Füllenberg ist eine Gaststätte in Heiligenkreuz in Niederösterreich.
Sie befindet sich in einem kleinen Tal westlich des Füllenbergs (455 m ü. A.), in dem auch der Marbach hervorquillt. Ursprünglich als Vertriebsstelle für die Erzeugnisse des angrenzenden Gutshofes errichtet, liegt die Meierei unweit der Via Sacra an der Grenze zur Gemeinde Wienerwald und entwickelte sich im Lauf der Zeit zur Jausenstation.